# Mechkentowoon
Mechkentowoon (Mechkentiwoom), jedno od pet plemena plemenskog saveza Mahican koje je u 17 stoljeća obitavalo u na zapadnoj obali rijeke Hudson u New Yorku, u susjedstvu plemena Tappan (De Laet's Nieueu Wereldt; 1633), odnosno između Newark Baya i njezinih pritoka Hackensacka i Passaica. Ostale varijante imena su: Mechkentowoom, Machkentiwomi.
Njihovo ime dolazi od Machkachtaeuunge, u značenju  'red bank of a river' , dok neki zemljopisni pojmovi također nose ime po njima: Mankachkewachky (jedna velika močvara). 
U New Yorku su plemena Mahican, Mechkentowoon i Wiekagjoc imali 7 sela. Njihovo ime brzo će nestati iz povijest jer će ga zamijeniti ime glavnog plemena Mahican.